# Бурмакино (Ленинградская область)
Бурмакино — деревня в Шугозёрском сельском поселении Тихвинского района Ленинградской области.

## История

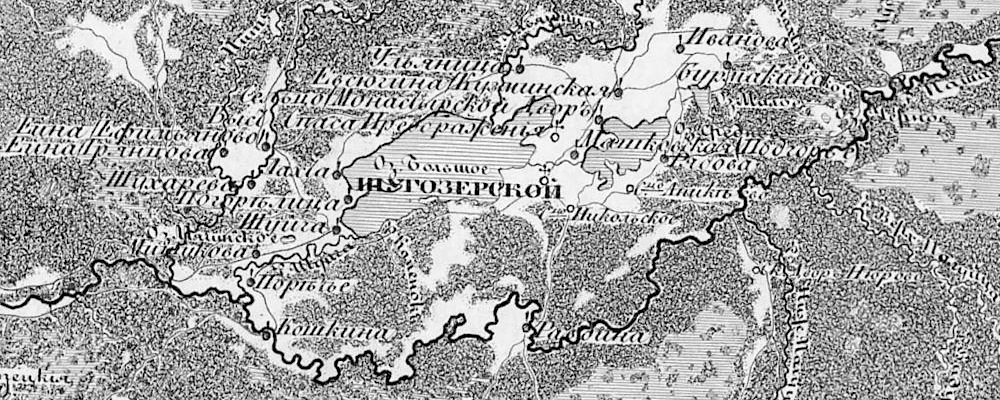
Деревня Бурмакина на семитопографической карте Новгородской губернии 1847 года

БУРМАКИНО — деревня Кузьминского общества, прихода Большешугозёрского погоста.

Крестьянских дворов — 9. Строений — 15, в том числе жилых — 10.

Число жителей по семейным спискам 1879 г.: 18 м. п., 20 ж. п.; по приходским сведениям 1879 г.: 23 м. п., 17 ж. п.

По данным «Трудов комиссии по исследованию кустарной промышленности в России» выпуска 1880 года, в деревне было 9 домохозяйств, в которых проживали 13 мужчин и 14 женщин.
Сборник Центрального статистического комитета описывал её так:

БУРМАКИНА — деревня бывшая государственная при озере Малом Шугозёрском, дворов — 9, жителей — 64; земская почтовая станция. (1885 год)

В конце XIX — начале XX века деревня административно относилась к Кузьминской волости 2-го земского участка 2-го стана Тихвинского уезда Новгородской губернии.

БУРМАКИНО — деревня Кузьминского общества, дворов — 14, жилых домов — 36, число жителей: 41 м. п., 44 ж. п. 

Занятия жителей — земледелие, лесные промыслы. Земская станция, мелочная лавка. (1910 год)

По сведениям на 1 января 1913 года в деревне было 86 жителей из них детей в возрасте от 8 до 11 лет — 10 человек.
С 1917 по 1918 год деревня Бурмакино входила в состав Кузьминской волости Тихвинского уезда Новгородской губернии.
С 1918 года в составе Череповецкой губернии.
С 1924 года в составе Капшинской волости.
С 1927 года в составе Кузьминского сельсовета Капшинского района.
Согласно карте Ленинградской области Северо-западного аэрогеодезического треста ГГУ издания 1932 года деревня насчитывала 9 крестьянских дворов. В деревне находилась водяная мельница:
| Внешние изображения | Внешние изображения                  |
| ------------------- | ------------------------------------ |
|                     | Деревня Бурмакино на карте 1932 года |

По данным 1933 года деревня Бурмакино входила в состав Кузьминского сельсовета Капшинского района Ленинградской области.
В 1940 году население деревни составляло 118 человек.
В 1958 году население деревни составляло 64 человека.
С 1963 года в составе Тихвинского района.
По данным 1966 и 1973 годов деревня Бурмакино также входила в состав Кузьминского сельсовета.
По данным 1990 года деревня Бурмакино входила в состав Шугозёрского сельсовета.
В 1997 году в деревне Бурмакино Шугозёрской волости проживали 19 человек, в 2002 году — 22 человека (русские — 95 %).
В 2007 году в деревне Бурмакино Шугозёрского СП проживали 13 человек, в 2010 году — 12.

## География
Деревня расположена в северо-восточной части района на автодороге 41К-946 (Озровичи — Пашозеро — Шугозеро — Ганьково).
Расстояние до административного центра поселения — 2,5 км.
Расстояние до ближайшей железнодорожной станции Тихвин — 71, 5 км.
Деревня находится к северу от озера Малое.

## Демография
| 2007 | 2010 | 2017 |
| ---- | ---- | ---- |
| 13   | ↘12  | ↘8   |

### Национальный состав
Согласно данным Всероссийской переписи населения 2021 года в деревне проживали 9 человек, все русские.

## Улицы
Дорожная.